# Liceo Francés Jean Mermoz
El Liceo Franco Argentino Jean Mermoz se encuentra en Bajo Belgrano, Buenos Aires. Su educación es bilingüe —tanto en francés, como en español— y, al depender de la Agencia para la enseñanza francesa en el extranjero, otorga, además del título de bachiller secundario en la Argentina, también lo hace el del sistema francés. Tiene alumnado mixto en tres niveles (jardín de infantes, primario y secundario). 

## Historia

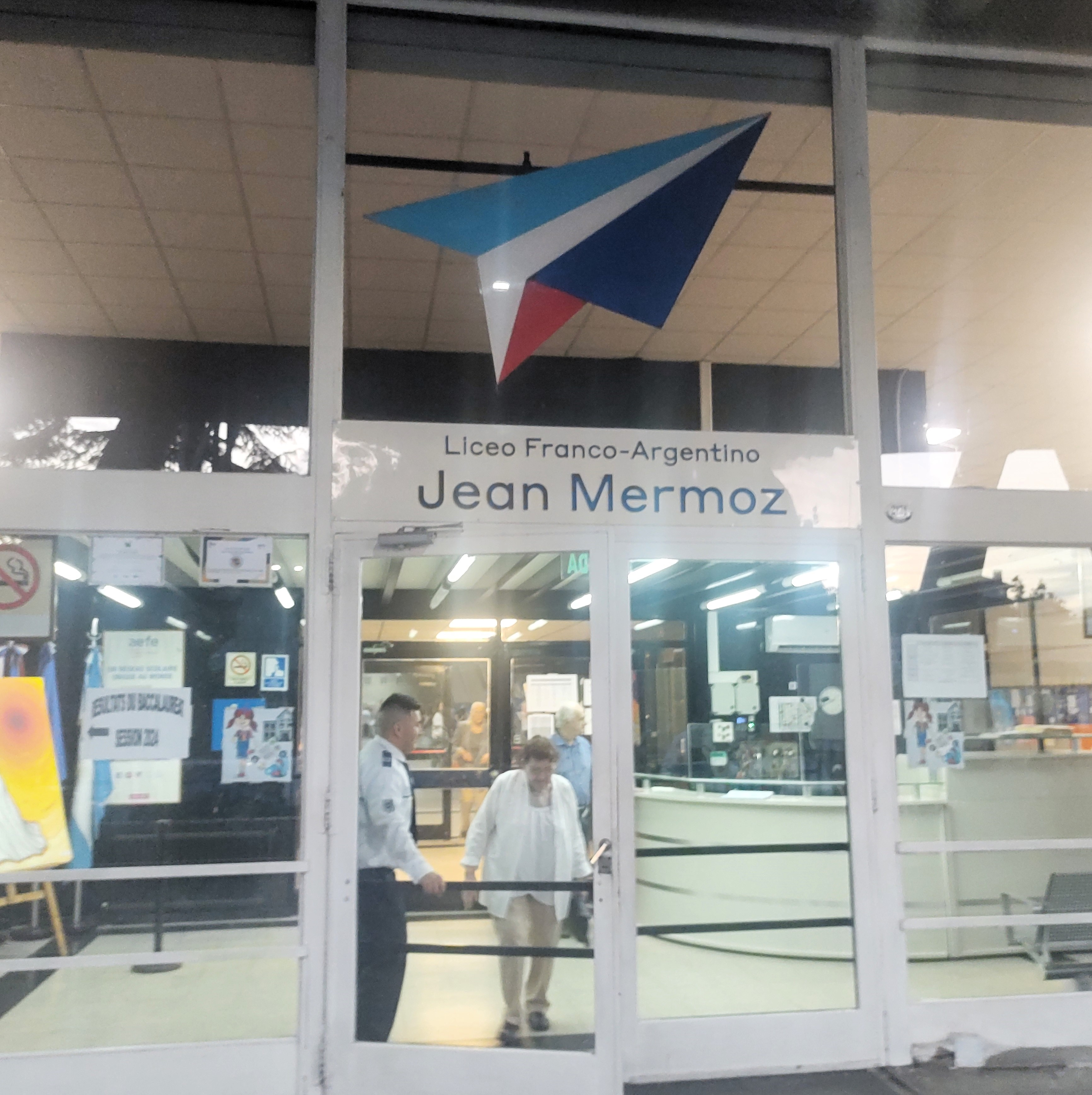
Entrada

La escuela fue fundada el 3 de octubre de 1967 como parte de un acuerdo de cooperación entre la Argentina y Francia, tras una visita de Charles de Gaulle al país sudamericano, donde fue recibido por el entonces presidente Arturo Umberto Illia. A los dos días de firmado el acuerdo para la instalación del colegio, De Gaulle junto con Illia colocaron la piedra fundamental del futuro edificio escolar. El colegio abrió oficialmente sus puertas el 10 de marzo de 1969, y fue nombrado en homenaje al aviador Jean Mermoz, destacado aviador francés que había realizado parte de sus travesías aeronáuticas en Sudamérica y, en especial, en Argentina. La creación del colegio fue el colofón del mejoramiento de las relaciones bilaterales de ambos países. El colegio absorbió las actividades del antiguo «Collège Français», colegio francés en Buenos Aires, pero reservado a los hijos de los diplomáticos del país europeo.
El diseño de su edificio es parte obra del estudio de arquitectos de Miguel Roca y R. Fernández Llanos y también del estudio LLARQS, integrado por los arquitectos María Llauro, Joaquín Llauro y Alfredo Viavaca. La zona donde se encuentra es conocida como Bajo Belgrano, en proximidades con el Paseo de las Américas, que antiguamente era una zona pantanosa y cerca de antiguos edificios estatales como la antigua Ciudad Infantil Amanda Allen y Estudiantil Presidente Perón. Los terrenos fueron donados por el intendente de Buenos Aires de entonces, Francisco Rabanal. Su entrada principal se encuentra sobre la calle Ramsay 2200.
El colegio basa su educación en el sistema educativo francés, donde se hace hincapié en una educación humanística que fomenta el ejercicio constante de la ciudadanía, y el respeto por los «valores» que hacen a la Quinta República francesa, a la par de también se cumple con los contenidos de los colegios argentinos, de manera rigurosa, por lo que sus egresados pueden continuar sus estudios tanto en la Argentina como en la Unión Europea. El colegio, como bilingüe, dicta sus clases principalmente en idioma francés, y también español, aunque también con ciertas materias en inglés, obligando a su alumnado a obtener al menos un nivel B2 del sistema de certificaciones europeo.
En 2016 recibió la visita del presidente francés François Hollande, como muestra de apoyo a la comunidad francoargentina, como también para recordar los acuerdos de cooperación firmados en su momento por el presidente Illia.

## Alumnado

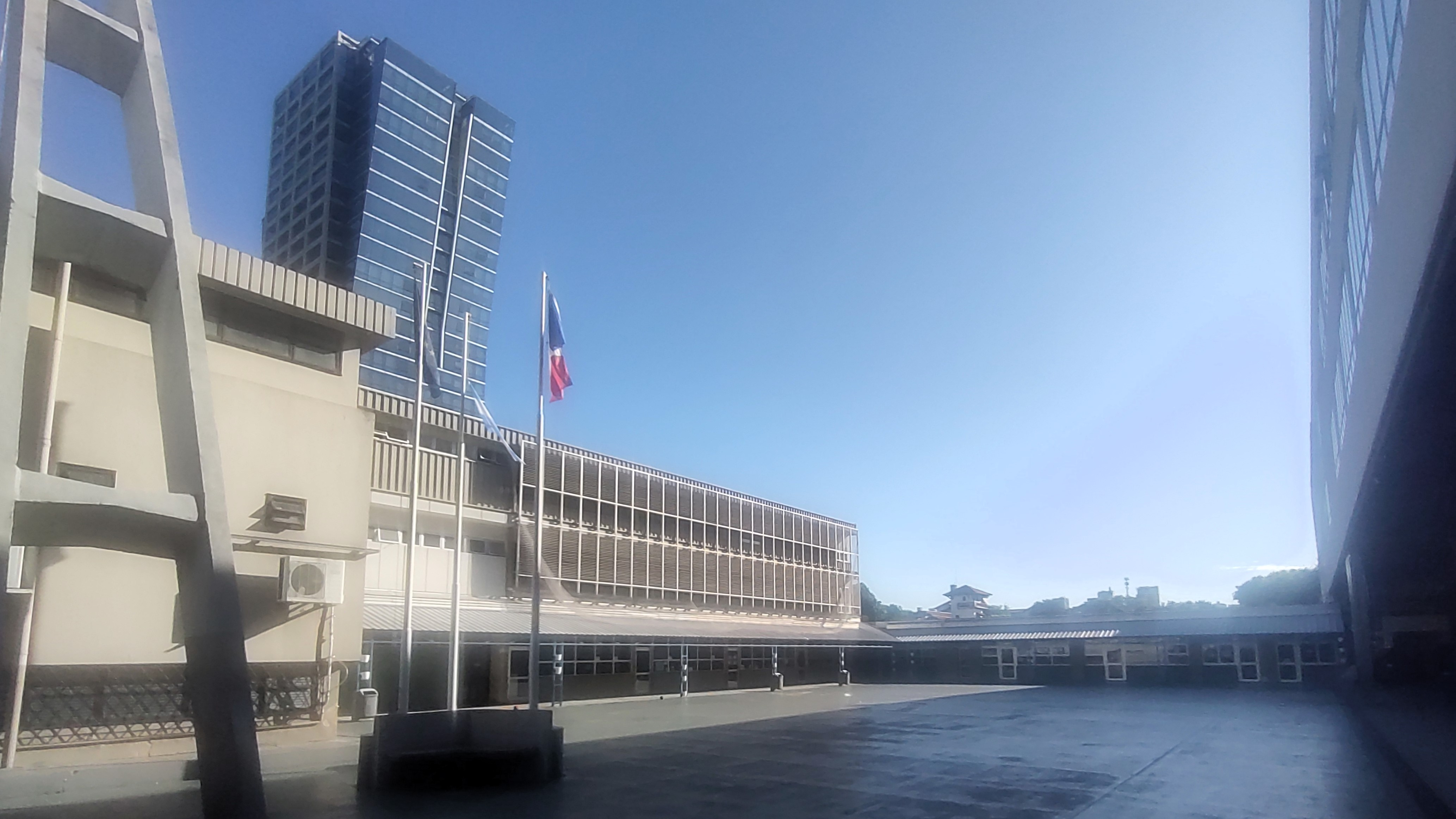
Patio del liceo

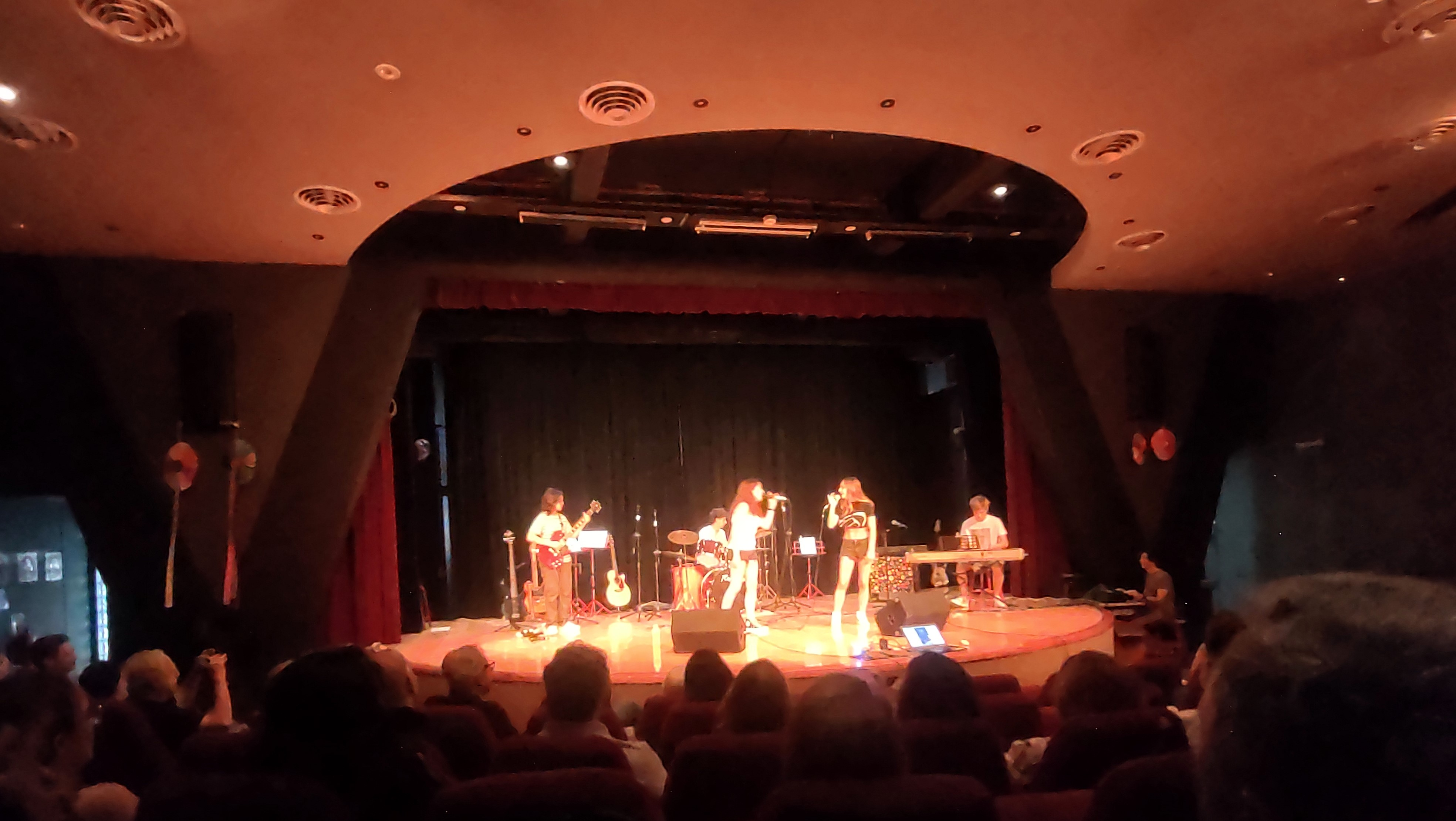
Fiesta de egreso en la sala de conciertos

Su educación bilingüe, así como la posibilidad de continuar los estudios en Francia, convirtieron al colegio en uno de los más reconocidos colegios del jet set argentino, siendo escogido por varias celebridades y políticos para la educación de sus hijos, como Mauricio Macri, Fito Páez o Florencia de la V. En aquel momento despertó gran revuelo la elección del presidente argentino del colegio francoargentino, ya que según La Nación, recogiendo el testimonio de una exalumna, no era apropiado que un servidor público escogiese una escuela privada para su hija, «...personalmente me choca un poco que vaya al Liceo, un colegio que tiene mucho más cultura francesa que argentina. Yo salí sabiendo mucho más sobre historia francesa y la Segunda Guerra Mundial que historia argentina». Por otro lado Página/12, señalaba que Macri solía utilizar las instalaciones cercanas al colegio para retirar en helicóptero a su hija Antonia, causando gran revuelo, incluso entre las autoridades de la institución.
Entre sus exalumnos se encuentran el actor Michel Noher, la modelo desaparecida por la dictadura argentina Marie Anne Erize, y los embajadores argentinos en Francia Eric Calcagno e Ian Sielecki.